# MacKeeper
MacKeeper er et MacOS softwareprogram, som distribueres af Clario Tech DMCC siden 2019. Appen er udviklet af ZeoBIT som et Mac-softwareværktøj til PC-rensning og sikkerhed. Appen giver brugere værktøjer såsom antivirus, VPN, reklameblokering, tjek af databrud, systemrensning og ressourceoptimeringer. Softwaren er tilgængelig i 156 lande.
MacKeeper indeholder bl.a. det for MacOS gratis antimalware software Avira.

## Historie
MacKeeper blev udviklet i 2009 af programmører i Zeobit fra Ukraine. Den første betaversion blev frigivet den 13. maj 2010. Appen er designet til at køre på computere, der kører Mac OS. MacKeeper 1.0 blev annonceret den 26. oktober 2010. Den 30. januar 2012 blev MacKeeper 2.0 frigivet på Macworld – iWorld med et udvidet sæt af værktøjer. I april 2013 solgte Zeobit MacKeeper til Kromtech Alliance Corp. Kromtech ansatte de tidligere Zeobit medarbejdere fra Kyiv MacKeeper 3.0 blev frigivet i juni 2014 som software as a service. I 2015 blev MacKeeper Security Research Center grundlagt sammen med Chris Vickery efter de fandt en sårbarhed, der kunne resultere i datalæk.
I tiden 2016-2017 blev webinarer med henblik på uddannelse startet og Anti-malware Lab blev stiftet. I juli 2018 blev MacKeeper 4.0 frigivet. I 2019, erhvervede Clario IP og menneskelig kapital fra Kromtech, inklusiv Mackeeper. Det år blev firmaet officielt notariseret af Apple og modtog en AppEsteem Certificering. I november 2020 blev MacKeeper 5.0 frigivet med øget produktivitet og et redesign af grænsefladen. I december 2020 modtog firmaet AV-TEST certificering. I marts 2021 fik Clario Tech ISO 27001 certificeringen.

## Funktioner
MacKeeper 5.0., frigivet i november 2020, har følgende større funktioner:
- Find & Fix - et-klik scan til at analysere Mac-status
- Antivirus med real time beskyttelse
- StopAd til at blokere reklamer i Chrome og Safari
- ID Theft Guard som finder databrud og læk af kodeord
- Safe Cleanup til at finde og fjerne unødvendige vedhæftninger og filer
- Duplicates Finder til at finde duplikerede filer og sortere ens billeder og skærmbilleder
- VPN

## Marketingsteknikker
Reklamer for MacKeeper skrev typisk at Macen havde "junk files" uden overhovedet at have skannet Macen for virus og/eller malware. Reklamen anbefalede at man installerede MacKeeper for at fjerne "junk files". Det kaldes scareware. Når MacKeeper først er blevet installeret én gang er/var den meget svær at slippe af med.
I 2018 begyndte Kromtech at tage skridt mod tilknyttede marketingfolk, som de sagde snød brugere. Virksomheden kom sig efter at have skiftet ledelse. 

## Kollektivt søgsmål
MacKeeper modtog et kollektivt søgsmål for at bedrage brugerne. Retssagen blev afgjort med en US $2 mio bod i 2015.